# 都志町
都志町（つしちょう）は、兵庫県津名郡にあった町。現在の洲本市五色町都志各町にあたる。
本項では町制前の名称である都志村（つしむら）についても述べる。

## 地理
- 海洋：播磨灘
- 岬：五斗崎
- 河川：都志川

## 歴史
- 1889年（明治22年）4月1日 - 町村制の施行により、都志村・万歳村の区域をもって都志村が発足。
- 1924年（大正13年）6月1日 - 都志村が町制施行して都志町となる。
- 1956年（昭和31年）9月30日 - 津名郡鮎原村・広石村・鳥飼村・三原郡堺村と合併して津名郡五色町が発足。同日都志町廃止。